# Latvijas Mobilais Telefons
LMT (in lettone: Latvijas Mobilais Telefons) è un operatore mobile lettone con sede a Riga.

## Storia
Fondata il 2 gennaio 1992, è stato il primo operatore di rete mobile del paese e si è affermato come operatore per il sistema NMT, ma nel gennaio 1995 ha iniziato a gestire anche una rete GSM accanto alla rete NMT esistente. Nell'estate del 1999, sulla base di ricerche di mercato, ha richiesto che la sua licenza fosse ampliata per consentire l'uso della gamma 1800 MHz.
Il 1º dicembre 1999 c'erano 14 stazioni base GSM 900/1800 attive con il progetto di attivazione di altre 11 operative entro la fine del millennio.
LMT ha annunciato il 3 aprile 2000 che stava collaborando con Hansabank per rilasciare la prima soluzione di mobile banking nel paese, che permetteva all'utente, ad esempio, di cercare i tassi di cambio, controllare il saldo del conto, vedere le transazioni effettuate sull'account e ricevere messaggi di testo che notificavano le azioni eseguite sull'account. Il titolare dell'account era in grado di scegliere la frequenza con cui tali notifiche dovevano arrivare con le opzioni che vanno da mensile fino a dopo che ogni azione è stata eseguita.
Nel novembre 2000 LMT ha avviato un servizio prepagato chiamato OKarte (OCard) insieme al servizio basato su abbonamento esistente. La collaborazione con Hansabank è proseguita consentendo la ricarica istantanea dei conti prepagati da qualsiasi bancomat Hansabank.
LMT ha annunciato nel gennaio 2002 la dismissione della rete NMT alla fine dell'anno e ha iniziato a lanciare il GPRS più avanti nello stesso anno, ovunque in Lettonia entro settembre 2002.
A seguito dell'espansione, LMT ha annunciato il supporto per MMS il 31 marzo 2003. Dopo l'acquisizione della licenza, il rilascio iniziale della rete commerciale UMTS è stato nel dicembre 2004.
Subito dopo, nel giugno 2005, EDGE è stato introdotto a Riga e Jūrmala da LMT e il rollout dell'HSDPA è iniziato nell'agosto 2006.
In collaborazione con TeliaSonera, LMT ha iniziato a vendere l'iPhone in Lettonia il 26 settembre 2008.
La rete LTE è stata rilasciata in commercio il 31 maggio 2011, ma inizialmente non è stata resa disponibile agli utenti di telefoni.
La prima copertura della rete in tutta la città in Lettonia è stata a Liepāja nel luglio 2012 e in seguito all'ulteriore sviluppo della rete LTE è stata resa disponibile agli utenti di telefonia il 5 novembre 2013 senza alcun costo aggiuntivo.
Il 7 ottobre 2013 il servizio prepagato è stato fuso con il marchio LMT e rinominato LMT Okarte.
Ad aprile 2014, il 50% dei lettoni aveva accesso alla rete LTE con l'obiettivo futuro di fornirla in tutto il territorio della Lettonia, comprese le zone rurali, entro il 2016.
A giugno 2014 LMT aveva accordi di roaming per servizi di chiamate vocali e messaggi di testo con 446 operatori in 204 paesi in Europa, Africa, Asia, Oceania e America, comprese anche navi e reti di comunicazione satellitare, mentre i servizi Internet mobili erano disponibili in 372 reti di operatori in 171 nazioni.
All'inizio del 2015 serve 1113197 clienti, 30.000 in più rispetto all'anno precedente.
LMT è ora il più grande fornitore di servizi di telecomunicazioni.